# Kornél Dávid
Kornel David (en hongrois : Dávid Kornél), né le 22 octobre 1971 à Nagykanizsa, est un joueur de basket-ball professionnel hongrois.

## Biographie
Il a été le premier et seul hongrois à jouer en NBA. Il a joué pour quatre équipes entre 1998 et 2001.

## Clubs
When he was player
- 1995 - 1996 :  Albacomp (MKOSZ)
- 1996 - 1997 :  Albacomp (MKOSZ)
- 1997 :  Chicago Bulls (NBA)
- 1997 - 1998 :  Albacomp (MKOSZ)
- 1998 - 1999 :  Chicago Bulls (NBA)
- 1999 - 2000 :  Cleveland Cavaliers (NBA)
- 2000 - 2001 :  Toronto Raptors (NBA)

puis  Detroit Pistons (NBA)
- 2001 - 2002 :  Strasbourg (Pro A)
- 2002 - 2003 :  Žalgiris Kaunas (1er division)
- 2003 - 2006 :  Tau Vitoria (Liga ACB)
- 2006 - 2008 :  CB Gran Canaria (Liga ACB)

## Palmarès
- Champion de Lituanie en 2003
- Finaliste de l'Euroligue en 2005
- Final-Four d'Euroligue en 2006
- Vainqueur de la Coupe du Roi en 2004 et 2006